# Xin yin Jing

Tratatului Xin yin Jing i s-a acordat un loc în Canonul daoist recunoscut, deși poartă semnele unei paternități relativ moderne. 

## Originea manuscrisului
Însuși titlul său trădează o oarecare influență buddhistă, iar aluziile sale la elixire și practici empirice îl identifică imediat cu formele târzii ale daoismului, mai degrabă decât cu faza naturalistă, originară a acestuia. Atât autorul cât și perioada în care a apărut această scriere rămân necunoscute.

## Semnificația textului
Xin yin Jing este un tratat de alchimie interioară al cărui aspect fragmentar și mică întindere contrastează izbitor cu caracterul său spiritual. Aici sunt cuprinse, în doar câteva cuvinte, aspecte ce țin de ordinea atât microcosmică (Spirit, Suflu, Sala Galbenă) cât și macrocosmică (Soare, Lună), realități pe care practicantul autentic al alchimiei trebuie să le armonizeze prin regăsirea asonanței amândurora identificabilă prin vibrația Suflului atât cosmic cât și uman. Adevărul ultim este unitatea dintre dao și lume, unitatea dintre dao și xin („spiritul uman”), care este adevărul unei clipe de eternitate ce trebuie descoperită și trăită, cea în care se naște lumea, înainte de sciziunea în două și în coincidența celor doi poli opuși, care este summum-ul uman (ren zhi ji) insondabil.

## Traduceri în limba română
- ***, Xin yin Jing. Cartea sunetelor inimii, în Calea neștiutului Dao. Texte clasice daoiste, Traducere și îngrijire ediție: Mircea Iacobini, Editura Herald, Colecția Daoism, 2005, pp. 115-127, ISBN: 973-7970-33-0